# Episodi di Jessica Jones (terza stagione)
La terza e ultima stagione della serie televisiva Jessica Jones, composta da tredici episodi, è stata interamente pubblicata dal servizio di video on demand Netflix il 14 giugno 2019, in tutti i territori in cui il servizio è disponibile.
In chiaro, è andata in onda in prima visione assoluta su Rai 4 dal 19 luglio al 23 agosto 2021.
| nº | Titolo originale                    | Titolo italiano           | Pubblicazione  |
| -- | ----------------------------------- | ------------------------- | -------------- |
| 1  | AKA The Perfect Burger              | L'hamburger perfetto      | 14 giugno 2019 |
| 2  | AKA You're Welcome                  | Prego!                    | 14 giugno 2019 |
| 3  | AKA I Have No Spleen                | Non ho più la milza       | 14 giugno 2019 |
| 4  | AKA Customer Service is Standing By | Servizio clienti          | 14 giugno 2019 |
| 5  | AKA I Wish                          | Vorrei...                 | 14 giugno 2019 |
| 6  | AKA Sorry Face                      | Faccia dispiaciuta        | 14 giugno 2019 |
| 7  | AKA The Double Half-Wappinger       | Il doppio mezzo wappinger | 14 giugno 2019 |
| 8  | AKA Camera Friendly                 | Amica della telecamera    | 14 giugno 2019 |
| 9  | AKA I Did Something Today           | Oggi ho fatto qualcosa    | 14 giugno 2019 |
| 10 | AKA Hero Pants                      | Nei panni dell'eroe       | 14 giugno 2019 |
| 11 | AKA Hellcat                         | Hellcat                   | 14 giugno 2019 |
| 12 | AKA A Lotta Worms                   | Un sacco di vermi         | 14 giugno 2019 |
| 13 | AKA Everything                      | Dare tutto                | 14 giugno 2019 |

## L'hamburger perfetto
Jessica Jones è tornata ad aiutare le persone, anche se nel suo solito modo cinico, a partire dal riportare Cassie Yasden a sua madre dal Messico, dove suo padre Mitch l'ha portata dopo aver perso una battaglia per la custodia. È infastidita quando un video di lei che Mitch pubblica diventa virale. Malcolm Ducasse continua a lavorare per Jeri Hogarth, anche se è disturbato dai metodi utilizzati per aiutare un cliente giocatore di baseball a uscire da un incidente di guida ubriaco, che si traduce in un altro incidente che danneggia la carriera del cliente. Hogarth, ancora affetta da SLA, chiede a Jones di porre fine alle sue sofferenze, ma lei rifiuta. Fa visita a un ex fiamma, Kith Lyonne, sposata con un professore di legge di nome Peter. Dorothy Walker chiede a Jones di cercare sua figlia Trish, scomparsa. Jones inizialmente rifiuta, ma cambia idea solo per tranquillizzare Dorothy. Jones scopre che Trish è diventata una vigilante, usando abilità potenziate derivanti dall'esperimento di Karl Malus. Quando Jones interviene nello scontro di Trish con un criminale, Trish respinge Jones. Jones va in un bar, dove incontra l'affascinante Erik Gelden. Jones e Gelden tornano al suo appartamento, ma subiscono un'imboscata da parte di un assalitore mascherato, che è in grado di pugnalare Jones all'addome con un coltello prima di fuggire.

## Prego!
In un flashback, Trish scopre di avere abilità potenziate dopo l'uccisione della madre di Jones, Alisa. Credendo che sarebbe stata un'eroina migliore di Jones, Trish si sottopone a un intenso allenamento fisico per diventare una vigilante. Vede Jones per strada e la chiama, ma Jessica riattacca. Trish riesce a catturare un ladro di cellulari, ma lui e la vittima la riconoscono, convincendola ad adottare un travestimento. Più tardi, il ladro tenta di citarla in giudizio per avergli ferito il collo. Malcolm in seguito lo ricatta per abbassare il costo dopo aver scoperto che suo figlio, che lo ammira, in realtà non è suo e minaccia di dirgli la verità. Trish si trasferisce in un appartamento più economico, con grande dispiacere di Dorothy, ma continua ad apparire in televisione. Inizia a perseguitare Andrew Brandt, un uomo che ha mandato la sua sorellastra in ospedale per una statua che lui voleva da lei. Trish picchetta il suo appartamento prima di attaccarlo; nel mentre Jones appare sulla scena. Nel presente, Trish viene a sapere del ricovero di Jones e le fa visita. Credono che Brandt fosse dietro l'attacco, e Jones ringrazia sarcasticamente Trish per averle dato il suo nome.

## Non ho più la milza
Durante l'intervento chirurgico, Jones ha la milza rimossa e le è permesso di lasciare l'ospedale solo dopo aver accettato le richieste della sua nuova assistente Gillian di prendere numerosi farmaci. Jeri incontra Kith per pranzo. Più tardi, chiede a Malcolm di trovare informazioni incriminanti sul marito di Kith, Peter, nel tentativo di separarli. Malcolm pianta una macchina fotografica nell'ufficio di Peter e scopre che ci sta provando con una delle sue studentesse. Tuttavia, Kith rivela a Hogarth che lei e suo marito hanno una relazione aperta e non si affezionerà a lei. Jones riceve aiuto da Hogarth per trovare la statua di Brandt, ma dopo  aver visto Trish per strada, crolla per la disidratazione e Trish chiama il 911 per farla portare in ospedale. Tuttavia, Jones, dopo essere uscita di nuovo, localizza la statua dopo aver affrontato Trish, quindi cattura e interroga Brandt, scoprendo che il suo aggressore non era Brandt o qualcuno associato a lui, e lo lascia a Trish. Mentre Jones è a casa, Erik arriva per controllarla, ma lei ha improvvisamente una rivelazione e si rende conto che l'aggressore stava cercando Erik.

## Servizio clienti
Erik spiega che doveva dei soldi alla criminale Sal Blaskowski e aveva una settimana per consegnarli. Rivela di essere un empatico e può percepire se qualcuno ha fatto del male, anche se questo gli causa dolore. Insieme, Jones ed Erik trovano le persone che ha ricattato e raccolgono i soldi mentre rivelano i loro crimini alla polizia. Trish irrompe nell'ufficio di Malcolm facendo in modo che possa indagare su Blaskowski. Malcolm indaga ancora su Peter e scopre che si è appropriato indebitamente dei fondi delle borse di studio che sono stati creati in memoria di sua figlia. Hogarth decide di non agire pubblicando queste informazioni in quanto rovinerebbe sia Peter che Kith. Erik lascia Jones per dare i soldi a Blaskowski, ma lei decide di annegarlo perché li ha consegnati in ritardo. Trish arriva e lo salva, ma accidentalmente pugnala Blaskowski, anche se sopravvive. Jones trova finalmente il suo aggressore: Gregory P. Sallinger, un serial killer psicopatico intellettualmente formidabile. Jones se ne va quando Sallinger minaccia di accusarla al 911 di averlo aggredito, e con riluttanza chiede l'aiuto di Trish per catturarlo.

## Vorrei...
Jones e Trish iniziano a picchettare l'appartamento di Sallinger. Quando se ne va, Trish irrompe per raccogliere prove mentre Jones segue Sallinger. Scopre che ha spiato la sorella di Erik, Brianna, una prostituta. Jones affronta i due e si rende conto che sono in pericolo e fa rimanere Brianna a casa di Malcolm per protezione, anche se questo non dura a lungo poiché il suo protettore, Gor, arriva e la porta via. Hogarth cambia idea e pubblica le informazioni su Peter, devastando Kith. Incapace di convincere Kith che Hogarth li sta manipolando, Peter si suicida mentre gira un video contro Hogarth. Jones e Trish continuano a discutere sulla morte di Alisa, con Gillian che insiste sul fatto che risolvano le loro differenze. Successivamente, usano le prove raccolte per rintracciare Sallinger in un vagone ferroviario abbandonato che ospita i corpi che ha raccolto. Jones innesca una trappola a gas e Trish la salva con le due che ammettono le loro colpe per la discussione di Alisa; poi Jessica attende l'arrivo dei poliziotti mentre Trish se ne va. Più tardi, Sallinger tende un'imboscata a Erik nella sua stanza d'albergo e lo rapisce.

## Faccia dispiaciuta
Sallinger inizia a torturare Erik e cerca di fargli confessare di aver "tradito". Mentre lo fa, capisce le capacità empatiche di Erik quando si trova vicino a lui e inizia a sanguinare copiosamente. Jones viene a sapere del rapimento di Erik e costringe Trish a rivelare i suoi poteri a Dorothy, la quale cerca di dissuaderla dalla lotta al crimine, ma poi la abbandona con rabbia. Malcolm localizza Brianna e picchia Gor, convincendola infine a tornare dopo averle detto del rapimento di Erik, e inizia una relazione con lei. Hogarth tenta di scusarsi con Kith, ma viene fermata da suo figlio che la respinge. Lo scandalo fa sì che molti dei suoi clienti se ne vadano, anche se riesce a tenerne alcuni. Tuttavia, il suo ex partner Benowitz le ruba la Rand Enterprises. Jones e Trish riescono a scoprire dove si trova Sallinger e si recano là. Salvano Erik e arrestano Sallinger. Tuttavia, il detective Eddy Costa rivela che Sallinger non sarà processato per mancanza di prove. Erik non può testimoniare poiché otterrà un anno di prigione per ricatto e soffrirà dolore a causa dei suoi poteri. Jones ed Erik si confortano a vicenda.

## Il doppio mezzo wappinger
Hogarth diventa l'avvocato di Sallinger, facendo arrabbiare Jones. Sallinger poi critica le azioni di Jones. Jones e Trish credono che la morte del fratello di Sallinger, Donny, sia stata la sua prima uccisione e si dirigono a Wappinger Falls per indagare. Il capo della polizia locale Ronnie Velasco si rifiuta di aiutare Jones, così lei e Trish rubano i file della polizia. Credono che la morte di Donny sia stata un incidente, ma scoprono che Sallinger aveva un amico nella sua squadra di wrestling del liceo di nome Nathan Silva che è misteriosamente scomparso. Visitano i Silva e scoprono che il corpo di Nathan è stato sepolto sotto il loro gazebo per tanti anni, esponendo il crimine. Malcolm è sconvolto dal fatto che Hogarth stia aiutando Sallinger, ma la sua ragazza, Zaya, insiste che fa parte del loro lavoro. Hogarth inizia a indagare sul vigilante mascherato che aiuta Jones e scopre che ha affrontato i loro clienti. Zaya esamina i filmati di sicurezza e vede Malcolm interagire con Trish. Mentre Trish ottiene pubblicità come vigilante, Jones e Malcolm affrontano Sallinger durante gli allenamenti di wrestling. Sallinger schernisce Jessica come qualcuno che usa la forza bruta perché manca di disciplina, e la sfida a un incontro di wrestling. Lei accetta e viene bloccata da lui, ma lo innervosisce rivelando che sa che ha ucciso Nathan, e lo umilia lanciandolo sul tappeto di wrestling, tra gli applausi degli studenti.

## Amica della telecamera
Jones riceve un video da Sallinger che preannuncia il suo prossimo omicidio. Recluta Trish per cercare la vittima mentre contatta Costa per controllare l'appartamento di Sallinger. Trovano un'esca di nome Joby assunta per sorvegliare la sua casa, così Jones si filma mentre distrugge i trofei e i diplomi di Sallinger e gli invia il video per schernirlo. Malcolm scopre che Zaya ha manipolato il filmato di sicurezza di se stesso con Trish, anche se lei è arrabbiata con lui. Più tardi, Hogarth chiede che Trish venga smascherata per il pubblico e intraprende una guerra contro i vigilanti. Dorothy fa fare a Jones un'intervista con Thembi Wallace, che consiste principalmente nell'accusare Sallinger e nell'avvertire la sua prossima vittima. Jones e Trish vanno alla ricerca di Sallinger e scoprono che la sua prossima presunta vittima sarà Mona Lee di GT Agrochemical. Sallinger si presenta al suo appartamento apparentemente esente dall'aver commesso qualsiasi atto illecito. Dopo essere sfuggito ai paparazzi, Jones si rende conto che Dorothy è la prossima vittima di Sallinger. Trish trova sua madre uccisa da Sallinger, poi corre al suo appartamento per ucciderlo con Jones che si precipita a fermarla.

## Oggi ho fatto qualcosa
Trish ferisce gravemente Sallinger prima che Jones la fermi e fuggano. Le viene inviata una foto della prova dell'attacco di Trish da parte di un Sallinger ricoverato in ospedale, che minaccia di pubblicare a meno che Jones non distrugga tutte le prove della morte di Nathan. Per salvare Trish, dei riluttanti Jones ed Erik costringono uno dei soci ricattati di Erik, l'agente Carl Nussbaumer, a condurli nel laboratorio forense, dove Jones rimuove con successo le prove. Trish, tuttavia, è sconvolta dal fatto che Jones abbia scelto di salvare lei invece di incastrare Sallinger, in quanto ciò significa che sarà libero. Hogarth viene avvicinata dal figlio di Kith, Laurent, perché aiuti la madre in un caso contro l'ex sostenitore Demetri Patseras. Hogarth affronta Kith e ammette che è ancora innamorata di lei. Kith in seguito accetta l'aiuto di Hogarth. Malcolm dice alla Hogarth di aver manipolato lui stesso il filmato in cui compariva Trish mascherata e si licenzia. Mentre esamina il filmato non modificato, Hogarth scopre che Trish è il vigilante mascherato. Costa visita l'appartamento di Jones e le dice che è stato costretto a prendersi un anno sabbatico per aver perso le prove. Il giorno dopo, gli investigatori arrivano e raccontano a Jones dell'omicidio di Nussbaumer, sospettando di lei come esecutrice.

## Nei panni dell'eroe
Gli investigatori non riescono a trovare alcuna prova su Jones, ma trovano una cartella su Nussbaumer che Jones permette loro di prendere. Mentre Trish si prepara per il funerale di Dorothy, viene avvicinata dagli investigatori e insiste sul fatto che Jones è innocente. Jones inizia a sospettare Erik dell'omicidio. Malcolm chiede di ricongiungersi alla Alias Investigations, e Jones accetta, assegnandogli di esaminare i file di Jace Montero. Presto rompe con Zaya a causa del loro diverso lavoro. Una sobria Brianna torna a stare a casa sua e i due iniziano una relazione. Kith va da Hogarth per parlare di Patseras; lei le dice con rabbia di smettere di usare le sue tattiche sporche, ma quando Patseras la accusa di frode, accetta il suo aiuto. Jones e Trish ricordano Dorothy e partecipano al funerale. Gillian chiama Jones e la informa che la polizia ha un mandato per il suo arresto. Jones si rende conto che Trish ha ucciso Nussbaumer e se ne va. Più tardi, tenta di rintracciare Trish, ma viene improvvisamente arrestata. Successivamente, Erik guarda con orrore mentre Trish attacca e uccide Montero nel suo ufficio roulotte.

## Hellcat
In un flashback, Dorothy costringe Trish a riprendere a recitare dopo che il padre le ha abbandonate. Attraverso una serie di piani calcolati, Dorothy fa guadagnare a Trish un ambito ruolo da protagonista per una sitcom sulla ABC, sostenendo che "lo deve al mondo". Dopo aver scoperto che sua madre è morta, Trish insegue Sallinger, ma viene fermata da Jones, che cerca di confortarla. Si avvicina a Erik per aiutarlo a catturare i criminali, e loro inseguono Nussbaumer registrando una confessione. Trish lo uccide accidentalmente in preda alla rabbia e il mal di testa di Erik scompare. Quando Jones è sospettata di aver ucciso Nussbaumer, Trish ed Erik complottano per distogliere gli investigatori attaccando Montero e assumendosi la responsabilità di Nussbaumer. Hogarth si avvicina a Trish rivelandole di sapere delle sue attività e le chiede di rubare qualcosa a Patseras. Si scopre che Erik ha chiamato la polizia per fermare Jones dal seguire Trish. Trish ed Erik affrontano Montero, ma una Trish infuriata finisce per ucciderlo. Convinta che uccidere sia più efficace, Trish decide di continuare con questo metodo mentre i mal di testa di Erik ritornano.

## Un sacco di vermi
Jones viene lasciata andare dalla custodia della polizia e torna alla Alias Investigations per trovare Erik che si sta riprendendo. Lui le dice che Trish sta uccidendo le vittime intenzionalmente e Jones si precipita in ospedale per salvare Sallinger da Trish. Lei lo porta a Hogarth, ma lui sceglie di tornare al suo appartamento e aspettare che Trish arrivi e lo attacchi. Invece, Jones arriva per tendere una trappola a Trish, che ha successo. Malcolm ed Erik la mettono fuori combattimento mentre Jones ruba la macchina fotografica che conteneva l'immagine di Trish che attacca Sallinger. Malcolm fa incatenare Trish nel suo appartamento e le fa la guardia. Sallinger in seguito trattiene Jones nel suo appartamento dopo averle messo un tranquillante nel suo bourbon e inizia a torturarla per farle confessare di essere una "frode". Quando Sallinger menziona l'uccisione di Dorothy, Jones rivela di avere registrato la sua confessione e lo sottomette, lasciandolo alla polizia. Con Sallinger arrestato, Jones libera Trish e la incoraggia ad andare avanti. Tuttavia, Trish è ancora sopraffatta dalla rabbia e uccide Sallinger mentre viene trasportato in prigione, prima di fuggire. Hogarth, Costa e Jones trovano il suo corpo percosso e mutilato in un ascensore.

## Dare tutto
Mentre Jones ritorna al suo appartamento, viene accolta da Luke Cage, che le dice che la cosa più difficile che ha fatto è stata mandare suo fratello, Willis Stryker, al Raft. Sapendo cosa deve fare, Jones decide di rintracciare Trish. Dopo che Trish interrompe il suo violento confronto con Patseras a causa dell'intervento della figlia spaventata, Hogarth attira Trish a casa sua in modo che Jones possa catturarla. Quando Trish tiene Kith in ostaggio, Hogarth si offre di aiutarla a fuggire dal paese e le due se ne vanno. Poco dopo, Jones rivela con un video pubblicato l'identità di Trish come vigilante mascherato. Jones trova Trish che tenta di fuggire e la sconfigge dopo che lei cerca di pugnalarla. Mentre Trish viene processata, si rende conto che lei è il "cattivo". Jones dà a Malcolm le chiavi della Alias Investigations e vede Trish essere portata al Raft. Kith rompe i rapporti con Hogarth. Costa si presenta a Erik e gli offre la possibilità di lavorare con la polizia. Jones cerca di partire per il Messico, ma dopo aver sentito la voce di Kilgrave che le dice di lasciare tutto alle spalle, cambia idea e decide di rimanere a New York.